# Ирония
Иро́ния (от др.-греч. εἰρωνεία «притворство») — сатирический приём, в котором истинный смысл скрыт или противоречит (противопоставляется) явному смыслу; вид тропа: выражающий насмешку, лукавое иносказание, когда в контексте речи слова употребляются в смысле противоположном их буквальному значению. При этом обозначаемый с помощью иронии объект высмеивается, ставится под сомнение, сатирически разоблачается и отрицается под маской похвалы и одобрения: «Гвоздин, хозяин превосходный, Владелец нищих мужиков» («Евгений Онегин», глава 5, XXVI); «Мадмуазель Собак слыла культурной девушкой — в её словаре было около ста восьмидесяти слов. При этом ей было известно одно такое слово, которое Эллочке даже не могло присниться. Это было богатое слово — гомосексуализм. Фима Собак, несомненно, была культурной девушкой» («Двенадцать стульев», Ч. 2, гл. XXIV).

## Формы иронии
- Прямая ирония — сатирический способ принизить, придать отрицательный характер описываемому явлению.
- Самоирония — ирония, направленная на собственную персону. В самоиронии и антииронии отрицательные высказывания могут подразумевать обратный (положительный) подтекст. Пример: «Где уж нам, дуракам, чай пить».
- Сократическая ирония — метод выявления невежества собеседника, широко используемый в майевтике; он состоит в приведении собеседника к противоречию с тем, что он утверждал ранее, или с тем, что подразумевается здравым смыслом (в Древней Греции человек, чьё мнение противоречило мнениям всех вокруг, назывался «идиотом», то есть «пребывающим отдельно»); в ряде случаев сократическая ирония выражается в самоиронии, изобличении собственного невежества (которое может быть способом изобличения аналогичных заблуждений собеседника или аудитории).
- Ироническое мировоззрение — состояние души, позволяющее не принимать на веру расхожие утверждения и стереотипы, и не относиться слишком серьёзно к различным «общепризнанным ценностям».
- Постирония — сатирический приём, в котором искренность сложно отличить от иронии.

## Ирония и эстетика
По мнению поэтессы Юнны Мориц, «с иронией и самоиронией в русской культуре, литературе всегда было всё преотлично, у нас в этом смысле вся русская классика — просто гениальная».
По мнению Дэвида Ремника, традиционная культура в Москве зиждется на фатализме и иронии.